# José de Creeft
José de Creeft (* 27. November 1884 in Guadalajara, Königreich Spanien; † 11. September 1982 in New York City, USA) war ein in Spanien geborener US-amerikanischer Bildhauer.

## Leben
De Creeft wuchs in Barcelona auf, wohin seine Familie 1888 verzogen war. Zwei Jahre später verstarb sein Vater und ließ seine Familie mittellos zurück. Als Kind verdiente er sein erstes Geld, indem er Sand und Steine für die Kirchenbaustelle der Sagrada Família des Architekten Antonio Gaudí schleppte. Als Zehnjähriger stellte er zum Fest der Santa Lucia Tonfigürchen her, die er auf den Stufen der Kathedrale von Barcelona verkaufte. Zwei Jahre später begann er eine Lehre bei einem Bildhauer, der religiöse Kunst aus Holz herstellte. Im darauffolgenden Jahr begann er eine Lehre bei der Bronzegießerei „Masriera & Campins“ und traf dort die Bildhauer Maria Benlliure und Manolo Hugo.
1900 ging de Creeft nach Madrid, um in der Werkstatt von Augustin Querol Subirats seine ersten Erfahrungen mit der Bearbeitung von Stein zu machen. Hier gab es eine erste Ausstellung seiner Werke. 1905 ging er auf Empfehlung von Ignacio Zuloaga nach Paris und besuchte auf Anregung von Auguste Rodin die Académie Julian. Er bezog ein Studio am Montmartre und kam in Kontakt mit Pablo Picasso, Juan Gris und Pablo Gargallo. 1906 erhielt er den Grand Prix seiner Akademie im „Concours de Sculpture“. 1909 kehrte er nach einem Aufenthalt in Spanien nach Paris zurück und begann 1911 in der Firma „La Maison Greber“, die auf die Fertigung von Reproduktionen von Steinskulpturen spezialisiert war.
1915 wandte er sich dem Direct carving zu, bei dem der Künstler ohne Schablonen oder Vorlagen sein Kunstwerk aus dem Material herausarbeitet. Diese Art zu Gestalten hat er bis zu seinem Lebensende anderen Methoden vorgezogen. Der Bildhauer Alexander Calder lernte bei de Creeft die Technik des Direct carving kennen.
In den Jahren 1919 bis 1929 stellte er jeweils bei den Veranstaltungen der Pariser Société du Salon d’Automne aus. 1927 erhielt er einen Auftrag für das Schloss des Malers Roberto Ramonge in Puerto Pollensa auf Mallorca, an dem er mit Unterbrechungen bis 1936 arbeitete. 1929 heiratete er in London seine Schülerin, die US-Amerikanerin Alice Robertson Carr, die ihm nach Mallorca folgte. Alice wurde 1936 nach Ausbruch des Bürgerkriegs in Spanien mit ihren zwei Kindern von einem US-amerikanischen Kriegsschiff evakuiert.
In der Zwischenzeit hatte sich de Creeft in New York als Künstler etabliert. Seit 1932 war er Dozent für Bildhauerei an der New Yorker New School for Social Research. 1939 ließ sich das Paar scheiden. 1940 wurde er Staatsbürger der USA. 1944 wurde er Dozent an der Art Students League of New York. Im gleichen Jahr heiratete er seine Studentin Lorrie Goulet, die später Bildhauerin wurde. Das Paar bekam 1948 eine Tochter.
1955 wurde José de Creeft in die American Academy of Arts and Letters aufgenommen. 1964 wurde er zum Mitglied (NA) der National Academy of Design gewählt, nachdem er 1958 zum Fellow der National Sculpture Society gewählt worden war.

## Werke
- 1923: Maternity, Granitskulptur, 67,9 × 44,5 × 42,5 cm, Metropolitan Museum of Art, Manhattan, New York City, USA.
- 1925: El picador, Skulptur aus verschiedenen Teilen eines eisernen Ofens ausgestellt im Pariser Salon des Indépendants des Jahres 1926. Heute im Besitz der Fundació Joan Miró, Barcelona.
- 1941: Emerveille, weibliche Serpentinskulptur, 47,3×17,1×17,1  cm, Metropolitan Museum of Art, Manhattan, New York City, USA.
- 1959–1963: Nude in Wood, Walnussholz auf Holzsockel, 45,5 × 20,56 × 9,6 cm, Smithsonian American Art Museum, Washington, D.C., USA.

De Creefts Werke sind in den USA an verschiedensten Orten im Öffentlichen Raum zu sehen:
- Steinskulptur in: Philadelphia, Pennsylvania im Ellen Phillips Samuel Memorial Sculpture Garden.
- Bronzegruppe Alice in Wonderland im Central Park in Manhattan aus dem Jahre 1959.

## Ausstellungen
- 1960: Retrospektive José de Creeft, Whitney Museum of American Art, Manhattan, New York City.
- 1983: José de Creeft, National Gallery of Art, Washington, D.C.